# June Christy
Pour les articles homonymes, voir Christy.
June Christy (née à Springfield dans l'Illinois le 20 novembre 1925, et décédée à Sherman Oaks, Californie, le 21 juin 1990) est une chanteuse américaine de jazz.

## Biographie
Son succès en tant que chanteuse débute en 1945, lorsqu'elle est choisie pour remplacer Anita O'Day dans l'orchestre de Stan Kenton.

## Discographie

### LP's (30 cm)
1. Something Cool Capitol ST516 LP
2. Fair And Warmer Capitol T833 LP
3. Gone For The Day Capitol T902 LP
4. June's Got Rhythm Capitol ST1076
5. The Song Is June Capitol ST1114
6. June Christy Recalls Those Kenton Days Capitol ST1202
7. Ballads For Night People Capitol ST1308
8. June Christy / The Cool Shool Capitol ST1396
9. Do Ré Mi Capitol ST1566
10. The Best Of June Christy Capitol ST1693

## Enregistrement
- Tampico (avec Stan Kenton, 1945).